# Steven Finn (Cricketspieler)
Steven Thomas Finn (* 4. April 1989 in Watford, Vereinigtes Königreich) ist ein englischer Cricketspieler, der zwischen 2010 und 2017 für die englische Nationalmannschaft spielte.

## Kindheit und Ausbildung
Finn war Teil der U19-Nationalmannschaft Englands.

## Aktive Karriere

### Anfänge in der Nationalmannschaft
Finn gab sein First-Class-Debüt für Middlesex im Alter von 16 Jahren in der County Championship 2005. Von großgewachsener Statur, konnte er sich dort in den folgenden Jahren etablieren und nachdem er eine solide Saison 2009 zeigte, wurden die Selektoren auf ihn aufmerksam. Als Verletzungs-Reserve wurde er dann im März 2010 mit nach Bangladesch genommen, wo er sein Test-Debüt absolvierte. Beim Gegenbesuch des bangladeschischen Teams zu Beginn des Sommers erzielte er im ersten Test insgesamt neun Wickets (4/100 & 5/87) und wurde dafür als Spieler des Spiels ausgezeichnet. nach 5 Wickets für 42 Runs im zweiten Test, wurde er dann auch neben Tamim Iqbal als Spieler der Serie ausgezeichnet. Bei der nachfolgenden Test-Serie gegen Pakistan erzielte er zwei Mal drei Wickets (3/50 und 3/38). In der Folge wurde er für die Ashes Tour 2010/11 in Australien nominiert, bei dem ihm im ersten Test 6 Wickets für 125 Runs gelangen. Im dritten Test konnte er dann noch ein Mal drei Wickets (3/97) beisteuern. Jedoch wurde er daraufhin aus dem Test-Team gestrichen. In der zugehörigen ODI-Serie gab er auch in diesem Format sein Debüt. Finn spielte zu der Zeit auch einige Spiele für die englischen Lions, der zweiten Nationalmannschaft Englands. Im Sommer erreichte er im zweiten Test gegen Sri Lanka 4 Wickets für 108 Runs. Zum Ende der Saison gab er sein Twenty20-Debüt gegen die West Indies.
Zu Beginn der Saison 2011/12 reiste er mit dem Team nach Indien, wobei er in den ODIs (3/45) und Twenty20s (3/22) je ein Mal drei Wickets. Zum Ende der Saison folgte eine Tour gegen Pakistan, bei dem ihm in den ODIs erst zwei mal vier Wickets (4/34 und 4/34) und dann drei Wickets (3/24) im dritten Spiel. Auch in den Twenty20s erreichte er 3 Wickets für 30 Runs. Im Sommer gelangen ihm im dritten Test gegen die West Indies drei Wickets (3/109). Dies wurde gefolgt von 4 Wickets für 37 Runs in der ODI-Serie gegen Australien, wofür er als Spieler des Spiels ausgezeichnet wurde. In den Tests gegen Südafrika konnte er dann im zweiten Spiel der Serie insgesamt acht Wickets (4/75 & 4/74). Daraufhin wurde er für den ICC World Twenty20 2012 nominiert und konnte dort gegen Neuseeland 3 Wickets für 16 Runs. England schied kurz darauf in der Super-8-Runde aus. Kurz darauf verletzte er sich am Oberschenkel.

### Cricket World Cup 2015 und Karriereende
Im Dezember 2012 gelangen ihm drei Wickets (3/45) beim dritten Spiel der Test-Serie in Indien, nachdem er für diesen wieder fit geworden war. Im Februar reiste er dann mit dem Team nach Neuseeland. In der ODI- (3/27) und Twenty20-Serie (3/39) erzielte er dabei jeweils drei Wickets. Im ersten Test konnte er dann ein Fifty über 56 Runs erzielen, als er als Nightwatchman half das Remis zu sichern. Mit 6 Wickets für 125 Runs ermöglichte er dann im dritten Test ebenfalls das knappe Remis, so dass England die Serie nicht verlor. Der Sommer begann dann mit dem Gegenbesuch der neuseeländischen Mannschaft. Dort erzielte er im ersten Test vier (4/63) und im zweiten Test drei Wickets (3/36). Er verletzte sich dort und kam bei der folgenden ICC Champions Trophy 2013 nur beim Halbfinale zum Einsatz. Jedoch musste er sich in der Folge mit der Konkurrenz von Chris Tremlett und Boyd Rankin auseinandersetzen, so dass er seinen Platz im Test-Team verlor.
Auch im ODI-Cricket dauerte es bis zum Januar 2015, bis er wieder herausstechen konnte. In der Vorbereitung für die Weltmeisterschaft erzielte bei einem Drei-Nationen-Turnier in Australien erzielte er gegen Indien ein mal fünf (5/33) und ein mal drei (3/36) Wickets. Dort erreichte er im ersten Spiel gegen Australien fünf Wickets (5/71), was jedoch nicht zum Sieg ausreichte. Im weiteren Turnierverlauf gelangen ihm gegen Schottland drei Wickets (3/36). Der Sommer begann mit einer ODI-Serie gegen Neuseeland, bei dem ihm im ersten Spiel vier Wickets (4/35) gelangen. Daraufhin folgte die Ashes-Series gegen Australien, bei dem er ins Test-Team zurückkehrte. Im dritten Test der Serie erzielte er 6 Wickets für 79 Runs und wurde dafür als Spieler des Spiels ausgezeichnet. Im fünften Test steuerte er weitere drei Wickets (3/90) bei. Sein Comeback wurde daraufhin unterbrochen, als er sich am Fuß verletzte. Im Dezember folgten vier Wickets (4/42) im ersten Test in Südafrika. Doch hatte er weitere Verletzungssorgen und wurde so nicht in den Kader für den ICC World Twenty20 2016 aufgenommen. Im Juni 2016 konnte er in den Tests gegen Sri Lanka zwei Mal drei Wickets (3/26 und 3/59) erzielen. Zum Ende des Sommers gelangen ihm dann noch Mal drei Wickets gegen Pakistan. In der Folge absolvierte er nur noch einen Test in Bangladesch im Oktober und auch seine ODI-Karriere endete im Mai 2017. Eine Knie-Verletzung verhinderte sein Comeback für die Ashes Tour 2017/18. Nach der County Championship 2021 verließ er Middlesex und schloss sich Sussex an. Im August 2023 verkündete er dann seinen Rückzug von allen Formen des Crickets.

## Nach der aktiven Karriere
Schon vor Ende seiner aktiven Karriere begann er als Radio- und TV-Kommentator für Cricket zu arbeiten.